# Properigea
Properigea é um gênero de traça pertencente à família Arctiidae.